# L'Homme au million
Pour plus de détails, voir Fiche technique et Distribution.
L'Homme au million (titre original : The Million Pound Note) est un film britannique réalisé par Ronald Neame, sorti en  1954.
Le film est tiré du roman Le Billet d'un million de livres de Mark Twain, publié en 1893.

## Synopsis
En 1903, le marin américain Henry Adams est bloqué sans le sou en Grande-Bretagne et se retrouve pris dans un pari inhabituel entre deux frères riches et excentriques, Oliver et Roderick Montpelier. Ils persuadent la Banque d'Angleterre d'émettre un billet d'un million de livres, qu'ils présentent à Adams dans une enveloppe, lui disant seulement qu'il contient de l'argent. Oliver affirme que la simple existence du billet permettra au possesseur d'obtenir tout ce dont il a besoin, tandis que Roderick insiste sur le fait qu'il devrait être dépensé pour qu'il soit d'une quelconque utilité.
Une fois qu'Adams a surmonté le choc de découvrir combien vaut le billet, il essaie de le rendre aux frères, mais on lui dit qu'ils sont partis depuis un mois. Il trouve alors une lettre dans l'enveloppe, expliquant le pari et lui promettant un emploi s'il peut éviter de dépenser la note du mois.
Au début, tout se passe comme Oliver l'avait prédit. Adams est pris pour un millionnaire excentrique et n'a aucun mal à obtenir de la nourriture, des vêtements et une suite d'hôtel à crédit, simplement en montrant sa note. L'histoire de la note est rapportée dans les journaux. Adams est accueilli dans des cercles sociaux exclusifs, côtoyant le monde des ambassades et l'aristocratie anglaise. Il se lie d'amitié avec Portia Lansdowne, la nièce de la duchesse de Cromarty. Puis son compatriote américain Lloyd Hastings lui demande de soutenir une entreprise commerciale. Hastings dit à Adams qu'il n'a pas à verser d'argent lui-même car la simple association permettra à Hastings de réunir les fonds dont il a besoin pour développer sa mine d'or en vendant des actions.
Des problèmes surgissent lorsque le duc de Frognal, qui avait été expulsé sans ménagement de la suite qu'Adams occupe maintenant, cache la note comme une blague. Lorsqu'Adams est incapable de produire la note, la panique éclate parmi les actionnaires et les créanciers d'Adams. Tout s'arrange à la fin, et Adams est en mesure de rendre la note aux frères Montpelier à la fin du mois.

## Fiche technique
- Titre : L'Homme au million
- Titre original : The Million Pound Note
- Réalisation : Ronald Neame
- Scénario : Jill Craigie, d'après un roman de Mark Twain
- Photographie : Geoffrey Unsworth
- Montage : Clive Donner
- Musique : William Alwyn
- Direction artistique : John Box, Jack Maxsted
- Décors :
- Costumes : Margaret Furse
- Son :
- Producteur : John Bryan
- Producteur associé : JE.M. Smedley-Aston
- Producteur exécutif : Earl St. John
- Société de production :  Group Film Productions Limited
- Société de distribution :  General Film Distributors (Royaume-Uni), J. Arthur Rank Film (Allemagne de l'Ouest), United Artists (États-Unis)
- Pays d'origine :  États-Unis
- Langue : Anglais
- Format : Couleur (Technicolor) — 35 mm — 1,37:1 — Son : Mono
- Genre : Comédie
- Durée : 90 minutes (1 h 30)
- Dates de sortie :
  - Angleterre : 7 janvier 1954
  - États-Unis : 27 mai 1954
  - France : 17 août 1954

## Distribution
- Gregory Peck (VF : Marc Valbel) : Henry Adams
- Ronald Squire (VF : Georges Saillard) : Oliver (Olivier en VF) Montpelier
- Joyce Grenfell : La duchesse de Cromarty
- A.E. Matthews (VF : Jean d'Yd) : Le duc de Frognal
- Maurice Denham (VF : Noël Darzal) : Jonathan Reid
- Wilfrid Hyde-White (VF : Camille Guérini) : Roderick Montpelier
- Ernest Thesiger (VF : Lucien Blondeau) : Garrett, le directeur de la banque
- Eliot Makeham (VF : Henri Crémieux) : le fonctionnaire du consulat des États-Unis
- Richard Caldicot (VF : Maurice Pierrat) : James, le majordome
- Harold Goodwin (VF : Jean Berton) : Horace
- George Devine (VF : Jean Brochard) : le propriétaire du restaurant
- Herbert C. Walton (VF : Paul Forget) : le client du restaurant
- Ronald Adam (VF : Abel Jacquin) : Samuel Clemens
- Mona Washbourne (VF : Lita Recio) : la maman au landau sur Belgrave Square
- Andrew Faulds (VF : Jacques Beauchey) : l'assistant principal du tailleur
- Bryan Forbes (VF : Michel Roux) : Jack Todd
- Brian Oulton (VF : Gérard Férat) : Lloyd
- John Slater (VF : Pierre Leproux) : Parsons
- John Kelly (VF : Jean Toulout) : le groom de l'hôtel Bumbles introduisant Henry Adams
- Wilbur Evans : Wallace, l'ambassadeur américain
- Hugh Wakefield (VF : Paul Villé) : le duc de Comartry
- Percy Marmont (VF : Jacques Berlioz) : lord Hurlingham
- Noel Hood (VF : Hélène Tossy) : une invitée à la réception
- Gibb McLaughlin (VF : Pierre Morin) : sir William Collinge
- Jaye Griffiths : Portia Lansdowne
- Hartley Power (VF : Fernand Rauzena) : Lloyd Hastings
- William Sherwood (VF : Maurice Pierrat) : l"employé de la Bourse appelant Walter Craddock
- Laurence Naismith (VF : Jean Toulout) : Walter Craddock
- Eric Wetherell (VF : Lucien Bryonne) : le valet de pied de la maison Lansdowne
- Alister Williamson (VF : Paul Lalloz) : l'investisseur se préparant au téléphone
- Gordon McLeod (VF : Raymond Rognoni) : le dirigeant d'une compagnie d'assurance